# Вулиця Терлецького (Львів)
Вулиця Терлецького — вулиця у Франківському районі міста Львова, місцевість Богданівка. Пролягає вздовж залізниці, від вулиці Простої до Медвецького, де можна сходами підійнятися до вулиці Любінської, яка поділяє вулицю Терлецького на дві частини. Інша частина вулиці Терлецького починається від вулиці Любінської та прямує до вулиці Окружної. Прилучаються вулиці Копача, Сулими, Пташина, Багряного та Медвецького.

## Історія та забудова
Вулиця виникла у 1920-х роках в межах підміського села Богданівка та у 1928 році отримала свою назву — Торова. Під час німецької окупації, з 1943 року по липень 1944 року, мала назву Остмеркервеґ, за радянських часів, у липні 1944 року, поновлено передвоєнну назву Торова. Сучасна назва походить з 1993 року, на пошану українського громадського діяча Остапа Терлецького.
Вулиця має типову для даної місцевості малоповерхову забудову: одно- та двоповерхові конструктивістські будинки 1930-х років, одноповерхові садиби повоєнного часу, сучасні приватні вілли. Оригінальною архітектурою виділяється з-поміж інших будівель кам'яниця під № 55, зведена у 1920-х—1930-х роках.